# I. Bahádur mogul sah
Bahadur Sah (Urdu:بہادر شاه اول
—Bahādur Shāh AwwalBahādur Shāh Awwal, 1643. október 14. – 1712. február 27.), a hetedik mogul sah, aki 1707-től uralkodott haláláig, 1712-ben. Születésekor a Mu'azam sah nevet kapta, és Aurangzeb harmadik fia és Sáh Dzsahán unokája volt. Moszlim rádzsput feleségét Navab Bainak hívták. Fiatal korában számos alkalommal igyekezett megdönteni apja uralmát és trónra lépni. Terveit az uralkodó leleplezte és többször is bebörtönözte őt. 1696-tól 1707-ig Akbarabád (későbbi nevén Agra), Kabul és Lahor kormányzója volt.
Aurangzeb halála után testvére, Mohamed Azám Sah, kikiáltotta magát uralkodónak, de vereséget szenvedett a dzsadzsaui csatában. Uralkodása idején vérontás nélkül csatolta birodalmához Dzsódhpur és Amer rádzsput államokat. Intézkedése, miszerint a kutbában Alit, mint valit emlegetik, parázs vitát robbantott ki. Uralkodása idején a szikh vezető, Banda Szing Bahádur, lázadást szított ellene. Bahádur sahot a Moti Maszdzsidbe temették Mehrauliban, Delhiben.

## Élete
Mu'azam 1643. október 14-én született Burhanpurban, a hatodik Mogul sah, Aurangzeb gyermekeként, Begam Navab Bai nevű feleségétől.

### Élete Sáh Dzsahán uralkodása alatt
Nagyapja uralkodása idején Mu'azamot kinevezték Lahor vezírjének 1653 – 1659 között. 1663-ban, amikor 20 éves volt, kinevezték a Dekkáni tartomány kormányzójának. A legfontosabb feladata az volt, hogy megzabolázza Sivadzsi növekvő hatalmának kibontakozását a térségben, és hogy megszervezzen magának egy saját királyságot.

#### Púna elleni hadjárat
1663-ban Mu'azam megtámadta Púnát, ami abban az időben Sivadzsi főhadiszállása volt. Ám a mogul hadsereg vereséget szenvedett és magát Mu'azamot is elfogták. Hét évig raboskodott a maratháknál. Mikor nagyapja, Sáh Dzsahán, meghalt az Agrai erődben, Mu'azam herceget Agrába küldték, hogy részt vegyen a temetésen, ahol a sahot a Tádzs Mahalba helyezték örök nyugalomra.
Mu'azam herceg raboskodása nem volt szigorú, és fogva tartói inkább bizonyos fokú fényűzésben tartották. Ez volt a szokás akkoriban a magas rangú foglyokkal, akiket még a jövőben talán fel lehet majd használni. Sőt az is gyakran megesett, hogy a fogva tartók s a foglyok összebarátkoztak és később szövetségre léptek. Sivadzsi fia, Szambhadzsi nagyjából hasonló időben raboskodott a moguloknál.

### Aurangzeb uralkodása alatt
1670-ben Mu'azam felkelést szervezett Aurangzeb ellen, hogy kinevezze magát mogul uralkodónak. Erre a terve talán a marathák bujtották őt fel. Mu'azam hajlamosságának és felelősségének mértékét nehéz lenne utólag megítélni. Akárhogyan is, Aurangzeb tudomást szerzett az összeesküvésről és elküldte Mu'azam édesanyját, Begam Navab Bait (aki hindu rádzsput hercegnőnek született), hogy tántorítsa el tervétől. Navab Bai visszahozta Mu'azamot a mogul udvarba, ahol az elkövetkező számos évet Aurangzeb felügyelete alatt töltötte. Ennek ellenére Mu'azam fellázadt 1680-ban azzal az ürüggyel, hogy Aurangzeb nem bánik méltóan a rádzsput vezetőkkel. Aurangzeb ismételten az előző bánásmódot alkalmazta, és Mu'azamot kedvesen lebeszélte majd még éberebben felügyeltette.
Az elkövetkező hét évben 1681 és 1687 között, Mu'azam egy „vonakodva engedelmeskedő fiú” volt.

#### Hitszegés
1681-ben Aurangzeb a Dekkánra küldte őt, hogy verje le a felkelést, amit mostohatestvére, Mohamed Akbár szultán szított. Munisz Faruki történész szerint Mu'azam szándékosan kudarcot vallott. 1683-ban, Aurangzeb azt parancsolta, hogy a Kónkan-partra vonuljon be seregével, hogy megakadályozza a még mindig tartó felkelés vezetőjének, Akbárnak, hogy megszökjön az országból. Ám Mu'azam lagymatag hozzáállásával eredménytelen maradt. Aurangzeb ennek ellenére további megbízatásokat adott fiának, és 1687-ben felszólította Mu'azamot, hogy a Golkondai szultanátus ellen vonuljon. Heteken belül az uralkodó kémjei elfogtak egy hitszegő üzenetváltást Mu'azam és a golkondai uralkodó, Abul Haszán, között. Ez olyan dolog volt, amit nem lehetett hozzá nem értéssel magyarázni, mert egyértelműen hazaárulás volt. Aurangzeb hitszegéssel vádolta meg Mu'azamot és bebörtönöztette. Háremét a távoli Delhibe költöztették és a háremhölgyeket szintén árulással vádolták meg. Mu'azam lojális szolgáit apja birodalmi szolgálatba vezényelte és a megmaradt szolgákat elbocsájtották. Aurangzeb megtiltotta Mu'azamnak, hogy hat hónapig vágja a körmeit és a haját, és megfosztotta őt a jó ételektől és hideg italoktól. Senkivel sem találkozhatott apja előzetes beleegyezése nélkül.
1694 körül Aurangzeb visszahelyezte Mu'azamot jogaiba és megengedte, hogy újraépítse háztartását és visszavegyen néhány szolgáját, akiket elbocsájtottak. Azonban továbbra is figyeltette fiát, megbízható embereket nevezett ki Mu'azam udvarába, informátorokat szerzett be fia háremébe és kiválogatta képviselőit az uralkodói udvarba. Mu'azamot és fiait felhozatta a Dekkánról Észak-Indiába, és megtiltotta nekik, hogy hadműveleteket vezessenek abban a térségben Aurangzeb életében. 1695-ben Aurangzeb elküldte Mu'azamot a Pandzsáb térségébe hogy a helyi főnökök ellen hadakozzon, és hogy verje le a szikh lázadást, amit Guru Gobind Szing vezetett. Bár a parancsnok súlyos adókkal terhelte a rádzsákat, mégis úgy gondolta, szükségtelen támadni a szikheket megerősített hatalmi bástyájukban, Anandpurban. Ezt eredeti hitükre való tekintettel magyarázta. Ugyanabban az évben Mu'azamot kinevezték Akbarabad kormányzójává és 1696-ban Lahorba vezényelték. Amin kán (Kabul kormányzója) halála után ő kapta meg ezt a posztot 1699-ben, és meg is tartotta apja haláláig 1707-ben.

## Uralkodása

### Az örökösödési háború
Aurangzeb 1707-ben úgy halt meg, hogy nem nevezett ki utódot. Mu'azam ekkor Kabul kormányzója volt és féltestvérei, (Mohamed Kam Baks és Mohamed Azám sah) a Dekkán, illetve Gudzsarát kormányzói voltak. Mindhárom fiú meg akarta szerezni a koronát és Kam Baks érméket kezdett veretni saját nevében. Azám Agrába készült vonulni, hogy kikiálttassa magát uralkodónak, ám a dzsadzsaui csatában 1707 júniusában vereséget szenvedett Mu'azamtól. Azám és fia, Ali Tabar elestek a csatában. Mu'azam 63 évesen lépett trónra 1707. június 19-én, I. Bahádur sah címmel.

### Hódításai

#### Amer

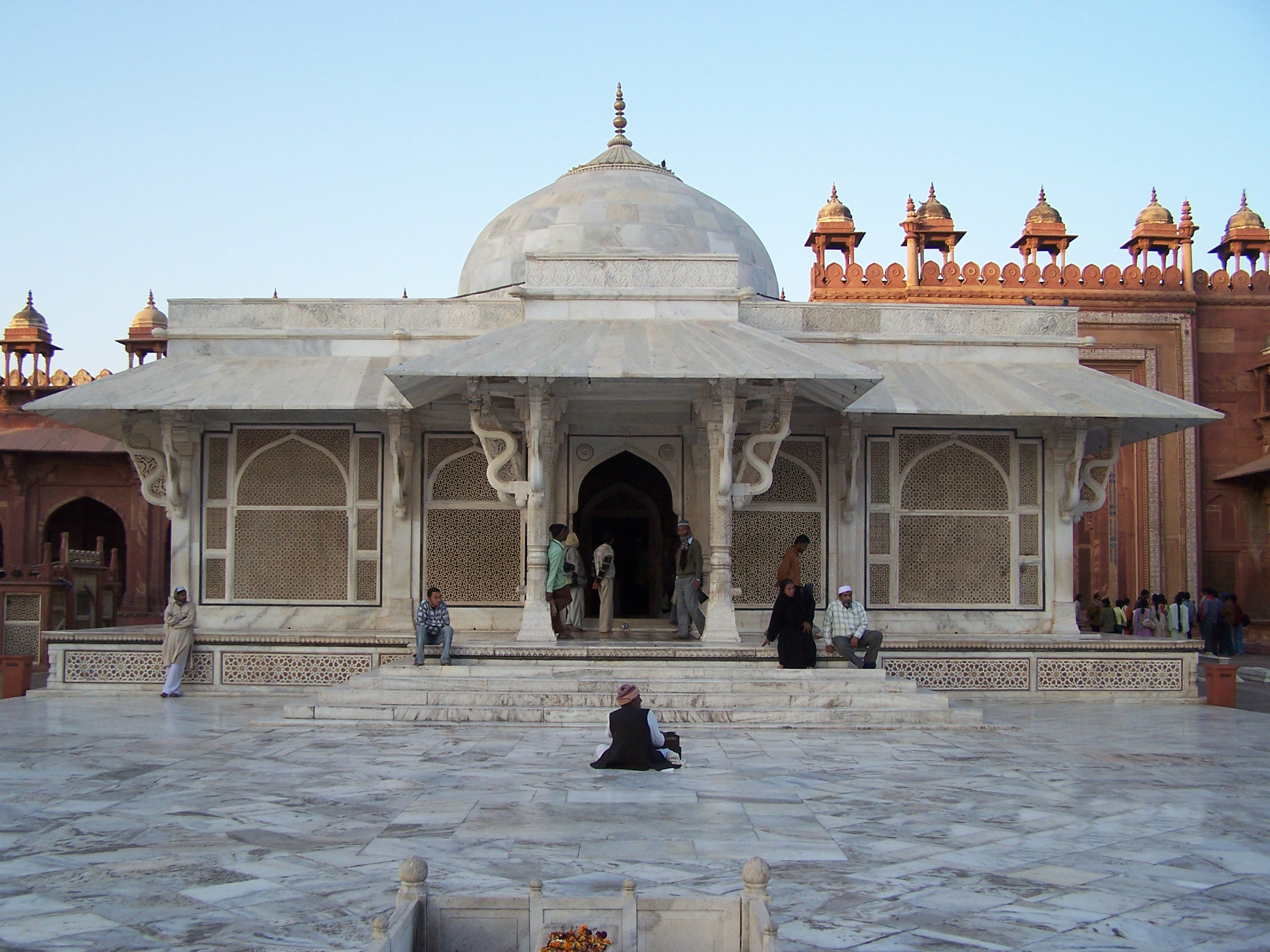
Amerbe menet a sah meglátogatta Szalim Csisti sírját.

Elődei képtelenek voltak Rádzspútánában jelentős sikereket elérni. Miután trónra lépett, terveket szőtt az ottani városok birodalmához való csatolására. November 10-én a sah Amberbe (ma Amer, Rádzsasztán) vonult, hogy meglátogassa Szalim Csisti síremlékét Fatehpur Szíkriben november 21-én. Időközben a sah segítőtársa, Mihrab kán, utsítást kapott Dzsódhpur megszállására. A sah 1708. január 20-án érte el Ambert. Az Amberi királyság uralkodója Dzsai Szing (1699-1743) volt, akinek uralmát testvére, Bidzsai Szing ellenezte. A sah úgy döntött, hogy a viszályra való tekintettel a térséget a Mogul birodalomhoz kell csatolni és a várost átnevezte Iszlámábádra. Dzsai Szing vagyonát és tulajdonát elkobozták azon az alapon, hogy a sah testvérét, Azám sahot támogatta az örökösödési viszályban, és Bidzsai Szinget nevezte ki Amber kormányzójának 1708. április 30-án. A sah a Mirza rádzsa címet ajándékozta neki, és 100 000 rúpia értékben kapott ajándékokat. Amber csata nélkül került mogul kézre.

#### Dzsódhpur
Dzsaszvant Szing (1629-1678) volt a Rathore rádzsput család vezetője Dzsódhpurban (ma Rádzsasztán államban van) Aurangzeb uralkodása idején. A Sáh Dzsahán halálát követő örökösödési háború idején Dzsaszvant Szing Aurangzeb idősebb testvérét, Dara Sikohot támogatta, akit Aurangzeb öletett meg 1659-ben. Dzsaszvant Szing kegyelemben részesült és névleges uralkodója lett a térségnek, majd 1678. december 18-i halála előtt kinevezték Kabul tartomány kormányzójának. Halála után Aurangzeb Szingh özvegyét és fiát Delhibe hozatta azzal a tervvel, hogy a jövőben Adzsit Szinget akár akarata ellenére is besorolja a mogul hadseregbe. Durgadasz Rathorenak a Rathore-klánból tervei voltak Dzsódhpur megszerzésére moguloktól, ezért kihasználta a helyzet nyújtotta lehetőséget és háborút indított Aurangzeb ellen, hogy Adzsitot ne tartassa fogva. Bár vereségest szenvedett, az özvegynek mégis sikerült Adzsit Szinggel megszöknie Delhiből és Dzsódhpurba mentek. Aurangzeb halála után, Bahádur sah féltestvérének, Mohamed Azámnak uralma idején, Adzsit Szing Dzsódhpurba vonult, és elragadta a várost a moguloktól.
Mikor Mihran kán vereséget mért Adzsit Szingre Mairtánál, Bahádur sah Amberben kinyilatkoztatta szándékát Dzsódhpurba vonulni. A várost 1708. február 21-én érte el. Megparancsolta katonáinak, hogy hozzák eléje Adzsit Szinget. Adzsit Szinget a tisztelet jeléül különleges talárral és drágaköves nyakékkel ajándékozta meg. Azután Ádzsmír (ma Rádzsasztánban van) felé vette útját, ahova március 24-én érkezett meg és meglátogatta Dargah Sarifot.

#### Udaipur
Udaipur (ma Rádzsasztánban van) városát a Mogul birodalomhoz még Akbár csatolta 1567-ben. Ennek ellenére unokája, Sáh Dzsahán, uralkodása idején a várost elveszítették a Sziszódia rádzsput család javára. Bahádurnak szándékában állt a város visszafoglalása.
Bahádur sah Dzsódhpurban kapta a hírt, hogy II. Amar Szing (Mévár uralkodója 1698-1710) maharana (királyok királya) a hegyekbe menekült Udaipurból. Hírnökei azt az értesülést hozták, hogy Amar Szing megijedt az Amberben és Dzsódhpurban történtektől és arra gondolt, hogy az ő királyságát is bekebelezi a mogul sah. Bahádur sah Nama krónikája alapján, ezen incidens miatt nevezte a sah Amar Szinget kétkedőnek. Bahádur sah addig hadakozott a királlyal, míg féltestvére, Mohamed Kam Baks, árulása délnek nem fordította.

### A rádzsput lázadás
Míg a sah a Dekkán felé vonult, hogy megbüntesse Mohamed Kam Baksot, a három rádzsput rádzsa (Amber, Udaipur és Dzsódhpur rádzsái) összefogott a mogulok ellen. A rádzsputok először is kiebrudalták Dzsódhpur és Hindaun-Bajana parancsnokát, majd visszaszerezték Ambert egy éjszakai támadással. Ezek után, 1708 szeptemberében, megölték Szajjid Husszein Barha kánt, Mévát régió parancsnokát és sok más tisztet. Az uralkodó a Dekkánon kénytelen volt összecsapni egy fegyverszünetet és visszafogadni Adzsit Szinget és Dzsai Szinget mogul szolgálatba.

### Kam Baks felkelése

#### Udvari rivalizálás

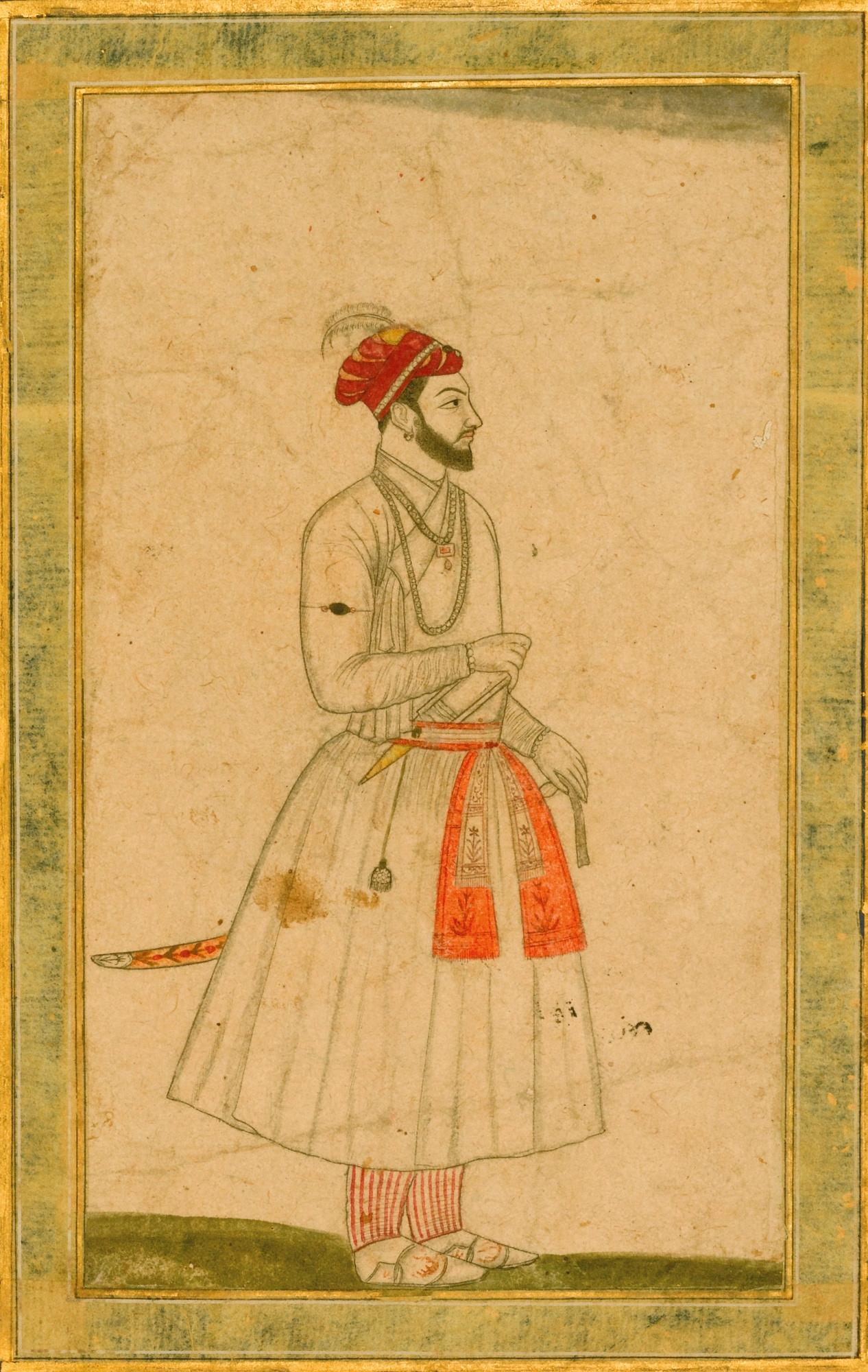
Kam Baks Bídzsápuri uralkodása.

Féltestvére, Mohamed Kam Baks, seregével Bídzsápurba vonult 1707 márciusában. Mikor Aurangzeb halálhíre elterjedt a városban, a város uralkodója, Szajjid Nijaz kán harc nélkül adta neki át az erődöt. Trónra lépve Kam Baks kinevezte Ahszám kánt baksinak (hadvezér), tanácsadóját, Takarub kánt, miniszterelnöknek, magát pedig padisah Kam Baks-i-Dinpanahnak (Kam Baks uralkodó, a becsület védelmezője). Azután elfoglalta Kulbargét és Vakinkerát.
A versengés Takarub kán és Ahszán kán között kiéleződött. Ahszán kán piacteret nyittatott Bídzsápurban, ahol, Kam Baks engedélye nélkül nem adóztatta meg az üzleteket. Takarub kán ezt jelentette Kam Baksnak, aki megparancsolta az adózást. 1707 májusában Kam Baks elküldte Ahszán kánt, hogy szállja meg Golkondát és Haidarábádot. Míg Golkonda vezetője elutasította, hogy alávesse magát a megszállásnak, addig Haidarábád szubahdárja, Rasztam Dil kán behódolt.
Takarub kán cselt szőtt Ahszán kán ellen. Azt állította, hogy a találkozásokon, amiken a közügyeket tárgyalták meg Ahszán kán, Szaif kán (Kam Baks íjászoktatója), Arszán kán, Ahmed kán, Naszír kán és Rasztem Dil kén (valamennyien Kam Baks korábbi tanítói voltak és az akkori udvar tagjai) összeesküvést szőttek Kam Baks meggyilkolására, amire akkor került volna sor, amikor az uralkodó a pénteki imára ment volna a nagymecsetbe. Miután értesítették Kam Baksot a dologról, ő meghívta Rasztem Dil kánt ebédre. A vacsorára menet letartóztatták és úgy végezték ki, hogy elefánttal összetapostatták. Szaif kán kezeit levágták és Arsad kán nyelvét kivágták. Ahszan kán nem vette komolyan közeli barátai figyelmeztetéseit, hogy Kam Baks le fogja tartóztatni. Bebörtönözték és vagyonát elkobozták. 1708 áprilisában Bahádur sah követe, Maktabár kán Kam Baks udvarába érkezett. Mikor Takarub kán azt sugalmazta Kam Baksnak, hogy Maktabár kán meg akarja őt fosztani trónjától, Kam Baks lakomára hívatta a követet és kíséretét, majd kivégeztette őket.

#### Az uralkodó Dél-India felé vonul
Miután Mohamed Azám sahot a Dzsadzsaui csatában 1707-ben Bahádur sah legyőzte, trónra lépett. 1708 májusában az uralkodó levelet intézett Kam Bakshoz, amelyikben azt a reményét fejezte ki, hogy óvakodni fog attól, hogy független uralkodónak kiáltassa ki magát, és hogy tiszteletét teszi apja, Aurangzeb, sírjánál. Kam Baks megköszönte a levelet anélkül, hogy kifejtette volna terveit vagy magyarázná tetteit, pedig Bahádur már tudta, hogy saját nevében pénzérméket veret.
A sah, amint dél felé vonult, 1708. június 28-án megtudta, hogy Kam Baks megtámadta Macshlibandárt, hogy megszerezze a több mint 3 millió rúpiát érő kincset, amit az erődbe rejtettek. A tartomány szubahdárja, Dzsan Szipar kán, nem adta át a kincseket. A felbőszült Kam Baks megölette Dzsan Szipar kánt és elkobozta vagyonát, majd megparancsolta, hogy újabb négyezer katonával erősítsék meg a támadást az erőd ellen. Júliusban a Kulbarga erőd helyőrsége kikiáltotta függetlenségét és a sahhoz fordultak elismerésért és támogatásért. A bídzsápuri Daler kán is kijelentette, hogy elhagyja Kam Baks szolgálatát és meghallgatást kérvényezett Bahádurnál. 1708. november 5-én a sah tábora elérte Bidárt, ami 108-km-re északra helyezkedik el Haidarábádtól. William Irvine történész azt írta, hogy, minél közelebb jött a sah, annál többen hagyták cserben Kam Baksot. November 1-én Samser kán, Pam Naik (a vakinkérai zamindár, földesúr testvére) és más helyi vezetők elhagyták seregeikkel (30 000 lovas és 6 000 gyalogos) Kam Baks táborát, aki viszont kisajátította a földesúr minden vagyonát.
Mikor Kam Baks baksija (tábornoka) azt mondta, hogy a dezertálásoknak az oka, hogy nem tudta megfizetni a katonákat, azt az oktalan kijelentést tette a herceg, hogy: „Miért lenne szükségem rájuk? Bizodalmam az istenben van és legjobb fog történni.” A baksi ezt a kijelentést elbocsátásnak vette és elhagyta a katonai tábort. A megmaradt katonák elcsüggedtek.
Mivel fennállt a veszély, hogy a tengeren keresztül Kam Baks Perzsiába menekül, minden kikötőben azt a parancsot kapták, hogy tartóztassák fel. Zulfikár Nuszrat Dzsang kán, megegyezett Thomas Pittel, a Madraszi elnökség kormányzójával, hogy ha elfogja Kam Baksot, akkor 200 000 rúpia fejdíjat kap. Kam Baksnak mindössze 2 500 lovasa és 5 000 kovás puskával felszerelt gyalogosa maradt.

#### Kam Baks halála
Dzsahandár sah herceget, Bahádur fiát, bízták meg az előőrs vezetésével, és hogy fedezéket készítsen a katonai tábor körül. Két nappal később Zaman kánt nevezték ki a helyébe. A biztos átvonulást az utak menti kiemelkedések elfoglalásával biztosították. A felderítők azt a hírt hozták, hogy Kam Baks elhagyta Haidarábádot és elvégeztette az előkészületi földmunkákat katonai tábora körül. A sah tüzérségét tábornoka, Iszlám sah vezette. A támadás előtti utolsó megbeszéléseket 1709. január 9-én folytatták. A csatatervet Zulfikár kán dolgozta ki és Dzsahandár herceg és Hamiduddin kán hagyták jóvá. Január 12-én Bahádur seregszemlét tartott 140 ezres lovassága és 180 ezres gyalogsága felett. Kam Baks már csak a csodában bízott 300-400 főre soványodott lovassága élén.
Január 13-án reggel indult meg a támadás. A mogul sereg két irányban támadott. A jobb szárny 10-12 ezer emberét Munim kán vezette, és Rafi-us-San és Dzsahán sah segédkeztek neki. A bal szárny 14-15 ezer katonáját pedig Zulfikár kán irányította. Azt a parancsot kapták, hogy a felesleges mészárlás elkerülése okából ne siessék el a támadást, hanem foglaljanak el a terepen minden stratégiai pontot, és fogják körbe a ligetet, ahol Kam Baks rejtőzködött. Két órán belül a gyűrű bezárult és a herceget bekerítették. Mivel délig sem kaptak parancsot a sahtól és Zulfikár sahnak amúgy is voltak elintézetlen számlái Kam Bakssal, elindította a támadást Kam Baks kis létszámú serege ellen. A jobb szárny is csatlakozott a támadáshoz.
Kam Baks maga is bele vetette magát a csatába. Két tegeznyi íjat is kilőtt és számos ellenségét megölt, vagy megsebzett. Irvine szerint, midőn sebeiből vérezve elgyengült, Daud kán afgán katonái elfogták fiával, Bariqullával, egyetemben. Legidősebb fia, Muhi-usz-szunat hősiesen harcolt. Vita alakult ki Mumin kán és Zulfikár kán közt, hogy kinek az érdeme Kam Baks elfogása. Rafi-us-san herceg a vitát az utóbbi javára döntötte el. Kam Baksot délután gyaloghintón vitték a sah elé. Hamarosan 3 fogságba esett fiát (Muhi-usz-szunat, Firuzmand, Bariqulla) is meghozták. A sah közelében egy sátorban helyezték el őket minden kényelemmel és a legjobb sebészek látták el sérüléseiket. Ennek ellenére másnapra Kam Baks és Bariqulla meghaltak.

## Szik lázadás

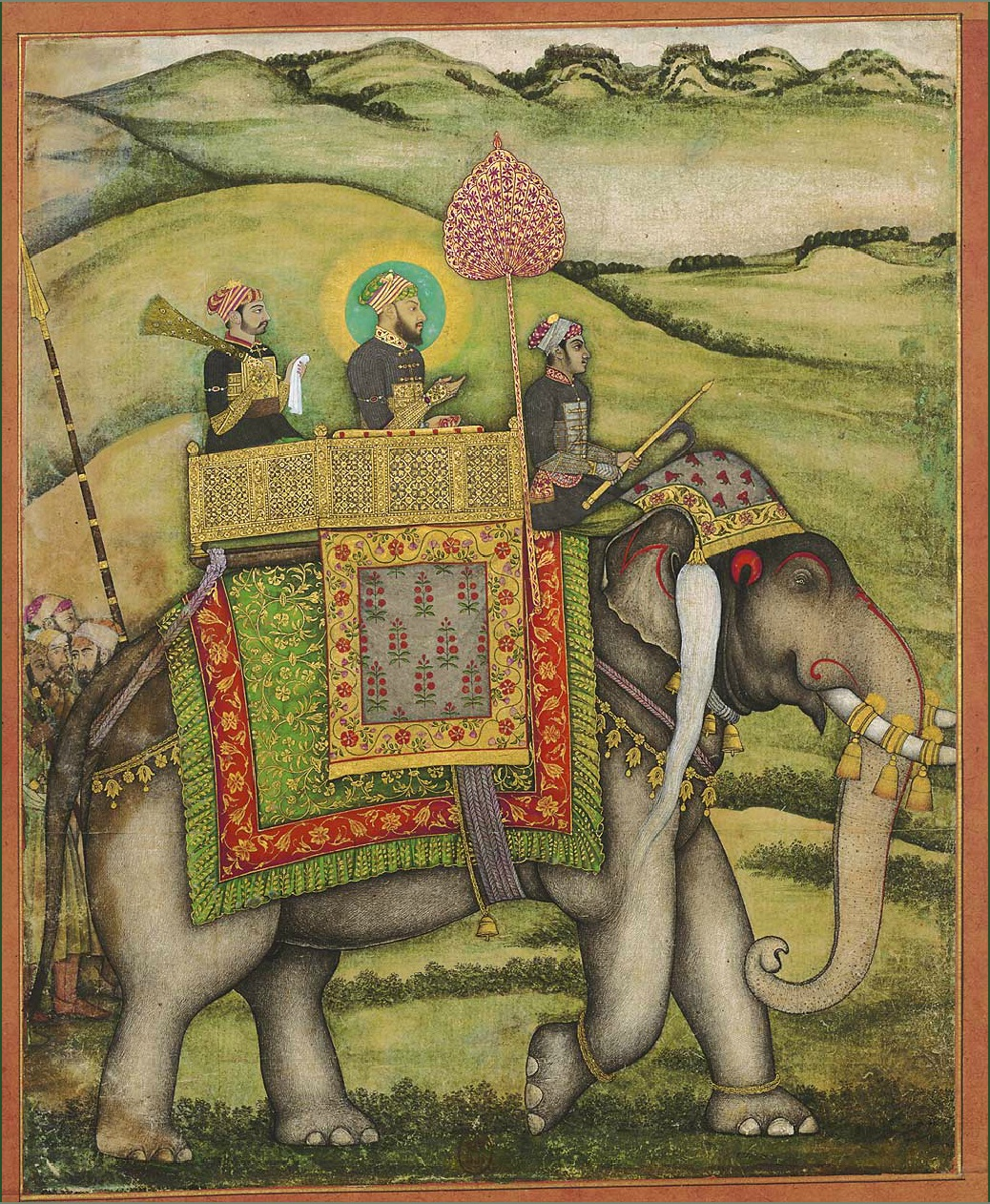
Bahádur Sah egy Szikh hadjáraton

Más mogul uralkodókkal ellentétben, akik megosztották a hatalmat a mogul és rádzsput főnökök közt, Bahádur központosította a hatalmat. A szikh hadsereg Banda Szing Bahádur vezetése alatt vereséget mért a mogulokra a szamanai, szirhindi és rahoni csatákban és elfoglalta Szamana, Szirhind, Málerkotla, Szaharanpur, Rahon, Behát, Ambéta, Ropár és Dzsálandhár városokat 1709 és 1712 közt. 80 ezres seregével ostrom alá vette Dzsalálábád városát is a mai Afganisztánban.

### Erőfeszítések a lázadás elfojtására
Mielőtt a sah a szikhek ellen fordult volna, békét kötött a dzsódhpuri Adzsit Szinggel és az amberi Man Szinggel. Utasította Aud navabját, Aszaf-ud-Daulát, a káni-durráni tartomány parancsnokát, Murádábád faudzsdárját, Mohamed Amin Csin kánt, Delhi szubahdárját, Aszad kánt és Dzsammu faudzsdárját, Vazid kánt, hogy csatlakozzanak hozzá a háborúba. A sah 1710. június 17-én, serege élén, elhagyta Ádzsmírt és a Pandzsáb felé vonult. Útközben mozgósította a szikh ellenes csoportokat. Midőn a szikh vezér, Banda Szing, tudomást szerzett a sah tervéről, Adzsit Szinghez és Man Szinghez fordult segítségért, ám hasztalan. Menet közben a sah visszafoglalta Szonipatot, Kaithalt és Panipatot. Hadvezére, Feroze kán októberben azt írta az uralkodónak, hogy levágta háromszáz lázadó fejét. A kán elküldte a fejeket az uralkodónak, aki lándzsahegyre tűzte azokat.
1710. november 1-én az uralkodó elérte Karnal városát, ahol a mogul térképész, Rasztam Dil kán átadta neki Taneszár és Szirhind térképét. Hat nappal később a szikhek egy kisebb csoportját győzték le Mévátnál és Banszválnál. Szirhind városa december 7-én került mogul kézre. A győzelem emlékére az ostrom parancsnoka, Mohamed Amin Bahádur kán egy arany kulcskarikát adott a kánnak. Miután sikertelenül ostromolta Szadaurát, Lohgár felé vonult, ahol Banda Szing rejtőzködött. A lohgári erődöt november 30-án támadta meg. 3 ágyút zsákmányolt, kovás puskákat és 3 lövészárkot foglalt el a lázadóktól. Mivel Banda Szingnek kevés lőszere maradt, pár szár követőjével elmenekült. Az egyik híve, Gulab Szing, a szikh vezér ruhájába bújva harcba bocsátkozott, és elesett. A mogul sah parancsot adott Kumaon és Szrinagar uralkodóinak, hogy ha Banda Szing a tartományukba tévedne, fogják el és vezessék elébe.
1711 januárjában a sah bebörtönözte Bup Prakast, Nahán királyát, mert felmerült a gyanú, hogy összejátszott Banda Szinggel. A király anyja hiába kért kegyelmet a sahnál. Miután az anyakirályné szikh lázadókat fogatott el és küldött a sahnak, akkor az megparancsolta, hogy 100 ezer rúpia értékű dísztárgyakat készítsenek neki és egy hónappal később Prakast is szabadon engedte. Sukan Bahádur kánt és Himet Diler kánt Lahorba küldték, ahol az 5 ezer fős helyőrséggel összefogva sem tudták felszámolni a szikh lázadókat. A sah sürgette Rasztam Dil kánt és Mohamed Amin kánt is, hogy csatlakozzanak hadjárathoz.
A szikh vezér Alhalab faluban rejtőzködött, 11 km-re Lahortól. Amikor mogul munkások jöttek megjavítani a falu hídját, hívei azt a megtévesztő tájékoztatást adták, hogy meg akarják a szikhek támadni Delhit, Ádzsmíren keresztül. Banda Szing katonákat kapott Ram Csandtól, a falu uralkodójától a mogulok elleni harchoz és ostrom alá vették Fatehabadot 1711 áprilisában. Miután Rasztan Dzsang futártól megjött a hír, hogy a szikhek átlépték a Ravi-folyót, az uralkodó tüzérségi támadást rendelt el, amit Isza kán vezetett. A júliusi csatában a szikhek vereséget szenvedtek és Banda Szing Dzsammu hegyeibe menekült. Isza kán és Mohamed Amin kán katonái a nyomában jártak, de nem sikerült elfogniuk őt. Az uralkodó kiadott egy rendeletet Dzsammu zamindárjainak (földesurainak), hogy fogják el a szikh lázadót, ha lehet.
A Szatledzs-folyónál Mohamed Amin kán megtámadta Banda Szinget, amint Garhvali hegyek felé menekült. Mivel a szikh legyőzhetetlennek tűnt, az uralkodó meglátogatta Adzsit Szinget és Dzsai Szinget és a segítségüket kérte. 1711 októberében az egyesült mogul-rádzsput sereg Szadaura felé vonult. Banda Szing megszökött a közeledő ostrom elől, a változatosság kedvéért Kuluba (ma Himácsal Pradesben van).

### A kutbakörüli vita
Bahádur sah trónra lépése után megváltoztatta a pénteki nyilvános imákat (kutba), amelyeket az uralkodónak szántak, és amiben a wali (védelmező) címet Alinak ítélték, a negyedik szunnita és az első síita kalifának. Emiatt Lahor polgárai ellenezték a kutba felolvasását.
Hogy megoldja ezt a gondot, a sah Lahorba utazott 1711 szeptemberében és megvitatta a kérdést Hadzsi Jár Mohameddel, és más közismert férfiakkal. Értekezleteiken az uralkodó idézett a forrásművekből, hogy megindokolja a vaszi (mindenütt jelen levő Isten) szó használatát. Parázs vitát folytatott Jár Mohameddel, és azzal érvelt, hogy a király vértanú halála volt az egyetlen dolog, amit óhajtott. Jár Mohamed sereget gyűjtött a sah ellen, és ebben az uralkodó fia, Azim-us-san, is segédkezett, de végül nem került sor összeütközésre. Az uralkodó elfogatta a katibot (a főfelolvasót), aki felelős volt a gondokért. a Badsáhi mecsetben. Október 2-án felsorakozott a hadsereg is a mecsetnél, ahol a régi kutbát (amelyik nem nevezi Alit vaszinak) olvasták fel.

## Halála

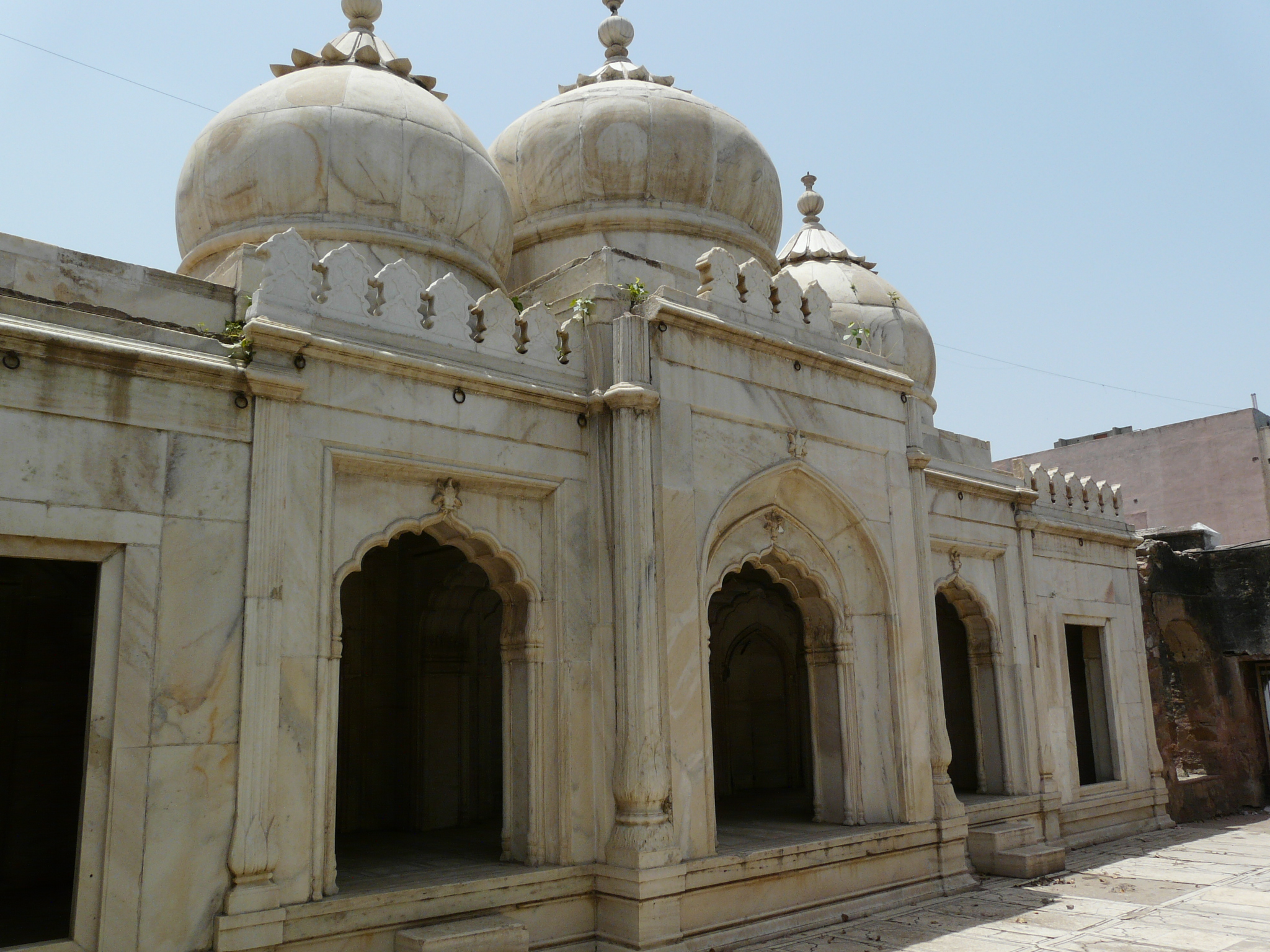
Moti Maszdzsid, a sah temetkezési helye

William Irvine történész szerint az uralkodó Lahorban tartózkodott 1712 januárjában, mikor megromlott az egészsége. Február 24-én volt az utolsó nyilvános szereplése és 27-ről 28-ra virradó éjszaka elhunyt. A mogul nemes, Kamvar kán szerint a lépe megnagyobbodott és abba halt bele. Április 11-én testét Delhibe küldték özvegye, Mihr-Parvar és Csin Kilics kán felügyelete alatt. Május 15-én temették el Mehrauliban, a Moti Maszdzsid (Gyöngy mecset) kertjébe, amit Kutbiddin Bakhtiar Kaki síremléke mellé építtetett. Fia, Dzsahandár sah követte a trónon, aki 1713-jg uralkodott.

## Érméi
Arany, ezüst és rézpénzeket veretett, jóllehet elődje érméi is forgalomban maradtak. Rézérméi azonosak voltak Aurangzeb érméivel, csak a nevet változtatták meg. Más mogul uralkodókkal ellentétben érméin a neve nem verspárban szerepelt. A költő, Danismand kán, összeállított egy verspárt, de azt nem fogadták el.

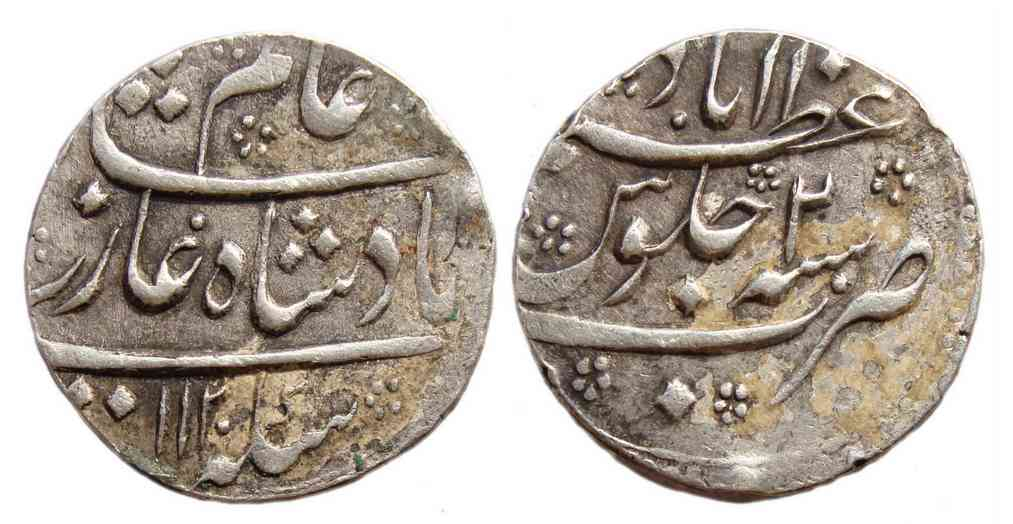
Ezüst rúpia az Azimabadi verdéből, 1708
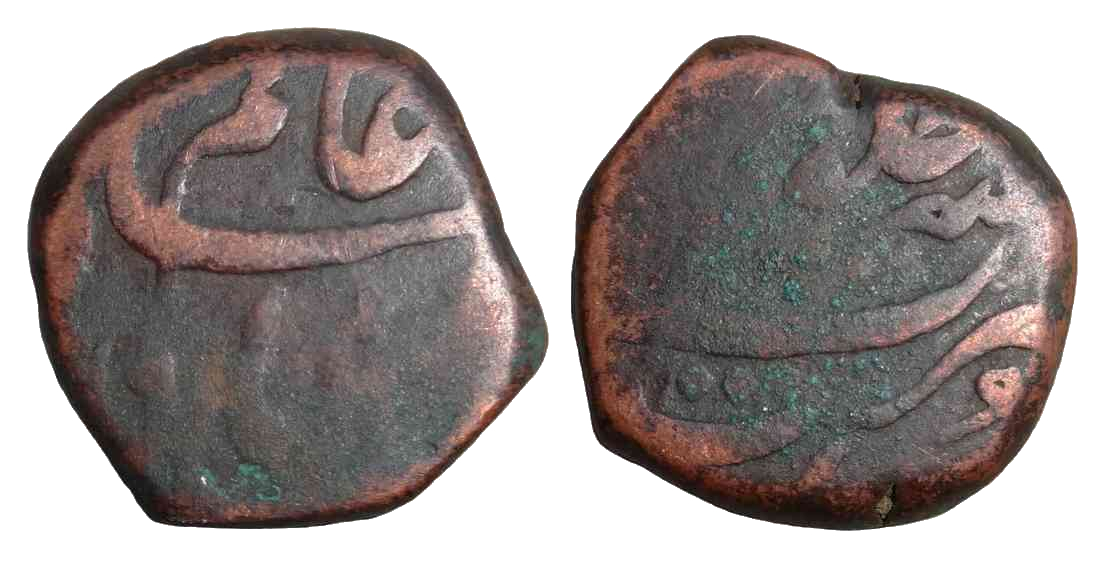
Réz paisa Szúratból
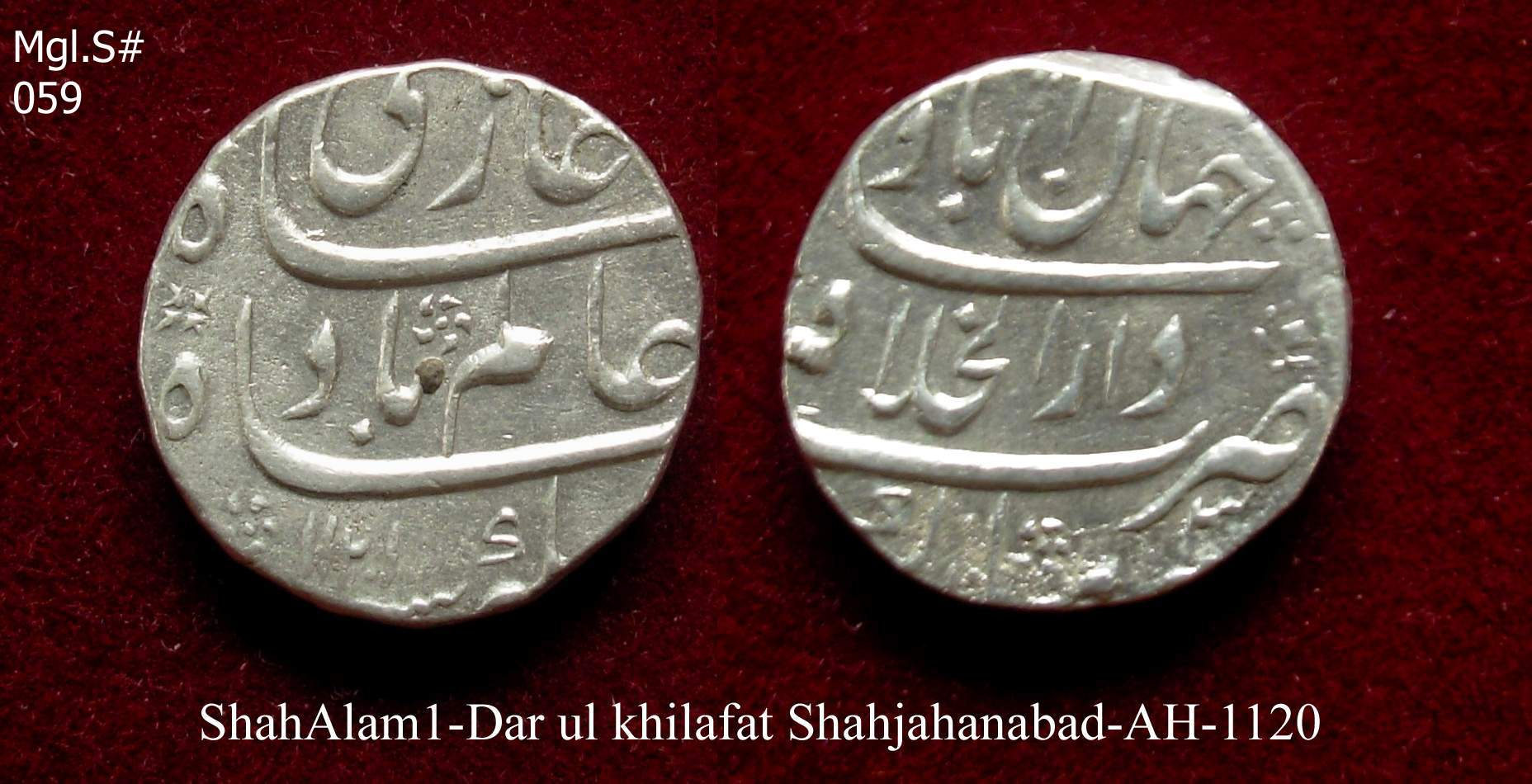
Ezüst rúpia Sahdzsahanabádi verde, 1708

## Magánélete

### Neve, címe és családja
A teljes neve, beleértve címeit, "Abul-naszr Sajjid Kutb-al-din Mohamed Sah Álam Bahádur Sah Padisah". Halála után, a kortárs történészek "Kuld-Manzilnak" (A Paradicsomba távozottnak) kezdték hívni. Ő volt az egyetlen Mogul sah, aki a Sajjid címet viselte, amit Mohamed próféta leszármazottai használtak. William Irvine szerint az anyai nagyapja Sajjid Sah Mir volt (kinek a lánya, Begam Navab Bai, Aurangzeb felesége volt).

### Gyermekei
| Név             | Született | Meghalt        | Gyermekek                                                           |
| --------------- | --------- | -------------- | ------------------------------------------------------------------- |
| Dzsahandár      | 1661      | 1713           | II. Álamgír, Izz-ud-din, Azz-ud-din                                 |
| Azz-ud-din      | 1664      | Csecsemőkorban | Gyermektelen                                                        |
| Azim-us-San     | 1665      | 1712           | Mohamed Karim, Farukszijár, Humájun Bakt, Ruh-ul-Kuds, Ahszán-ullah |
| Daulat-Afza     | 1670      | 1689           | Gyermektelen                                                        |
| Rafi-us-San     | 1671      | 1712           | II. Sáh Dzsahán, Rafi ad-Daradzsat, Mohamed Ibrahim                 |
| Dzsahán Sáh     | 1674      | 1712           | Farkunda Aktár, Mohamed Sah                                         |
| Mohamed Humájun | 1678      | Csecsemőkorban | Gyermektelen                                                        |
| Busra Begam     | 1661      | 1712           |                                                                     |

Forrás: Irvine, 143. és 144. oldal
| Előző uralkodó: Aurangzeb | Mogul sah 1707 – 1712 | Következő uralkodó: Dzsahandár |

## Fordítás
Ez a szócikk részben vagy egészben  a   Bahadur Shah I című angol Wikipédia-szócikk ezen változatának fordításán alapul.  Az eredeti cikk szerkesztőit annak laptörténete sorolja fel. Ez a jelzés csupán a megfogalmazás eredetét és a szerzői jogokat jelzi, nem szolgál a cikkben szereplő információk forrásmegjelöléseként.